# Tomer Steinhof
Tomer Steinhof (hebräisch תומר שטיינהוף, geb. 8. April 1992) ist ein israelischer Filmschauspieler. 2006 wurde er für den Award of the Israeli Film Academy in der Kategorie Best Actor nominiert.

## Filmografie
Seine bislang einzige bekannte Rolle übernahm Steinhof im Film Sweet Mud – Im Himmel gefangen (Adama Meshuga'at). In dem israelischen Drama über das Leben in einem Kibbuz spielt Steinhof den 13-jährigen Protagonisten. Für seine Rolle in diesem Film erhielt er gemeinsam mit dem Regisseur des Dramas Dror Schaul den Gläsernen Bären – den Hauptpreis der Jugendjury – bei der Berlinale 2007.